# Comuna Mellerud
Mellerud (Melleruds kommun) este o comună din comitatul Västra Götalands län, Suedia, cu o populație de 8.892 locuitori (2013).

## Geografie

### Zone urbane
Lista celor mai mari zone urbane din comună (anul 2015) conform Biroului Central de Statistică al Suediei:
| Nr | Zona urbană  | Pop.  |
| -- | ------------ | ----- |
| 1  | Mellerud     | 3.797 |
| 2  | Dals Rostock | 882   |
| 3  | Åsensbruk    | 746   |

## Demografie
| \| Evoluția demografică în comuna Mellerud, 1970–2015 \| Evoluția demografică în comuna Mellerud, 1970–2015 \| Evoluția demografică în comuna Mellerud, 1970–2015 \| Evoluția demografică în comuna Mellerud, 1970–2015 \| Evoluția demografică în comuna Mellerud, 1970–2015 \| \| ----------------------------------------------------------------------------------------------------- \| -------------------------------------------------- \| -------------------------------------------------- \| -------------------------------------------------- \| -------------------------------------------------- \| \| An \| \| \| Locuitori \| \| \| 1970 \| 1970 \| \| 10601 \| 10601 \| \| 1975 \| 1975 \| \| 10421 \| 10421 \| \| 1980 \| 1980 \| \| 10677 \| 10677 \| \| 1985 \| 1985 \| \| 10464 \| 10464 \| \| 1990 \| 1990 \| \| 10512 \| 10512 \| \| 1995 \| 1995 \| \| 10463 \| 10463 \| \| 2000 \| 2000 \| \| 9902 \| 9902 \| \| 2005 \| 2005 \| \| 9638 \| 9638 \| \| 2010 \| 2010 \| \| 9179 \| 9179 \| \| 2015 \| 2015 \| \| 9169 \| 9169 \| \| Sursa: SCB - Statistika Centralbyrån, Folkmängd efter region, civilstånd, ålder och kön. År 1968–2016 \| \| \| \| \| |      |  |           |       |
| Evoluția demografică în comuna Mellerud, 1970–2015 |      |  |           |       |
| An |      |  | Locuitori |       |
| 1970 | 1970 |  | 10601     | 10601 |
| 1975 | 1975 |  | 10421     | 10421 |
| 1980 | 1980 |  | 10677     | 10677 |
| 1985 | 1985 |  | 10464     | 10464 |
| 1990 | 1990 |  | 10512     | 10512 |
| 1995 | 1995 |  | 10463     | 10463 |
| 2000 | 2000 |  | 9902      | 9902  |
| 2005 | 2005 |  | 9638      | 9638  |
| 2010 | 2010 |  | 9179      | 9179  |
| 2015 | 2015 |  | 9169      | 9169  |
| Sursa: SCB - Statistika Centralbyrån, Folkmängd efter region, civilstånd, ålder och kön. År 1968–2016 |      |  |           |       |